# Жандармерия (Россия)

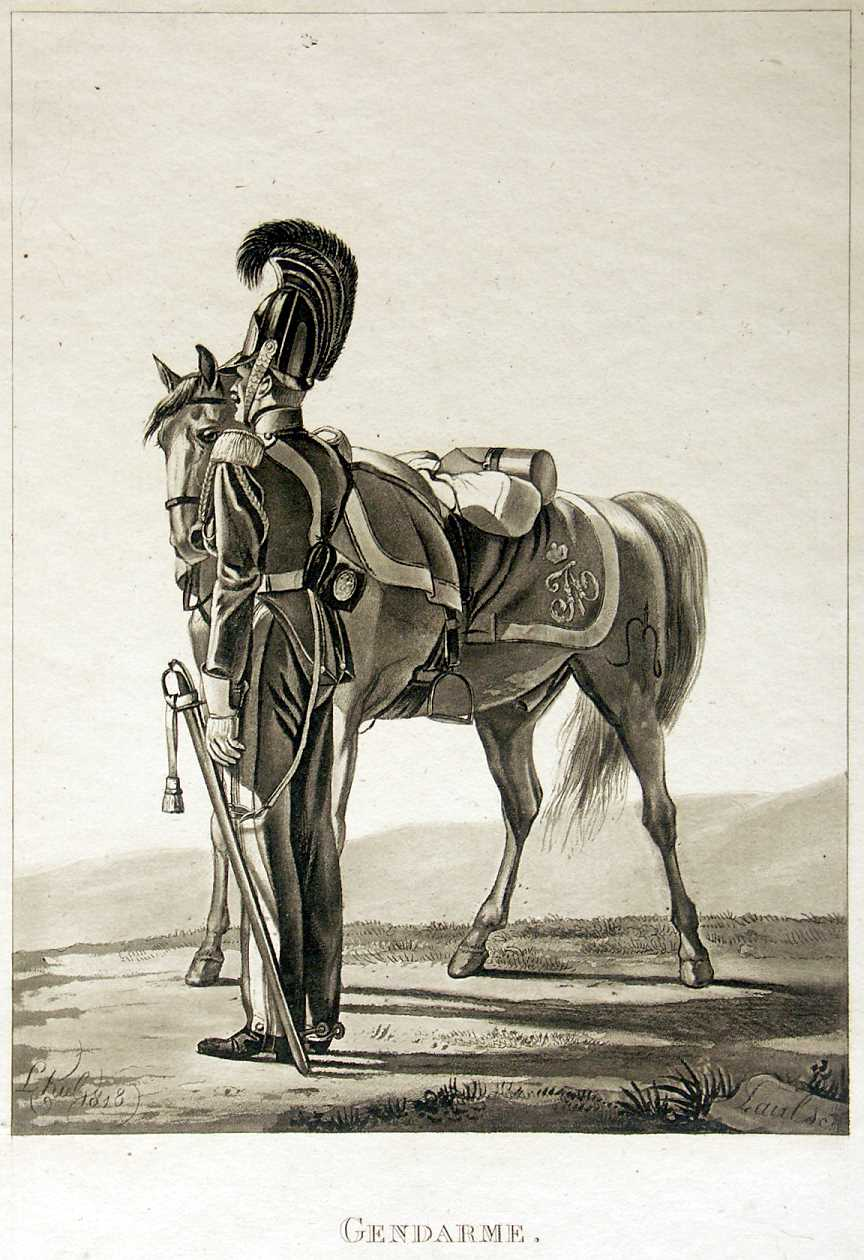
Лев Киль. Рядовой жандармского полка эпохи наполеоновских войн

В России термин «жандарме́рия» использовался в двух значениях: разновидность гвардейской кавалерии и военизированная полиция. О жандармерии-кавалерии в других странах см. Жандармерия (кавалерия). О военизированной полиции в других странах см. Жандармерия.

## Городовые казаки
В Русском царстве и позднее в Российской империи жандармские функции выполняли городовые казаки. Городовых казаков не нужно смешивать с «вольными казаками», которые были свободными людьми, добровольно или по обстоятельствам, составившими особые общины, ни от кого независимые и со своим управлением. Городовые казаки были учреждены правительством как особый класс служилых людей и находились в полной от него зависимости. В царствование Ивана IV они поступили в ведение Стрелецкого приказа и, наравне со стрельцами, составляли особый род русского регулярного войска, противоположный ополчению — дворянам и детям боярским, которые находились в ведомстве разрядов. Со времен царствования Михаила Фёдоровича в Москве уже существовал особый Казачий приказ, заведовавший всем городовым казачеством. Служили городовые казаки в гарнизонах украинных городов Московского государства.

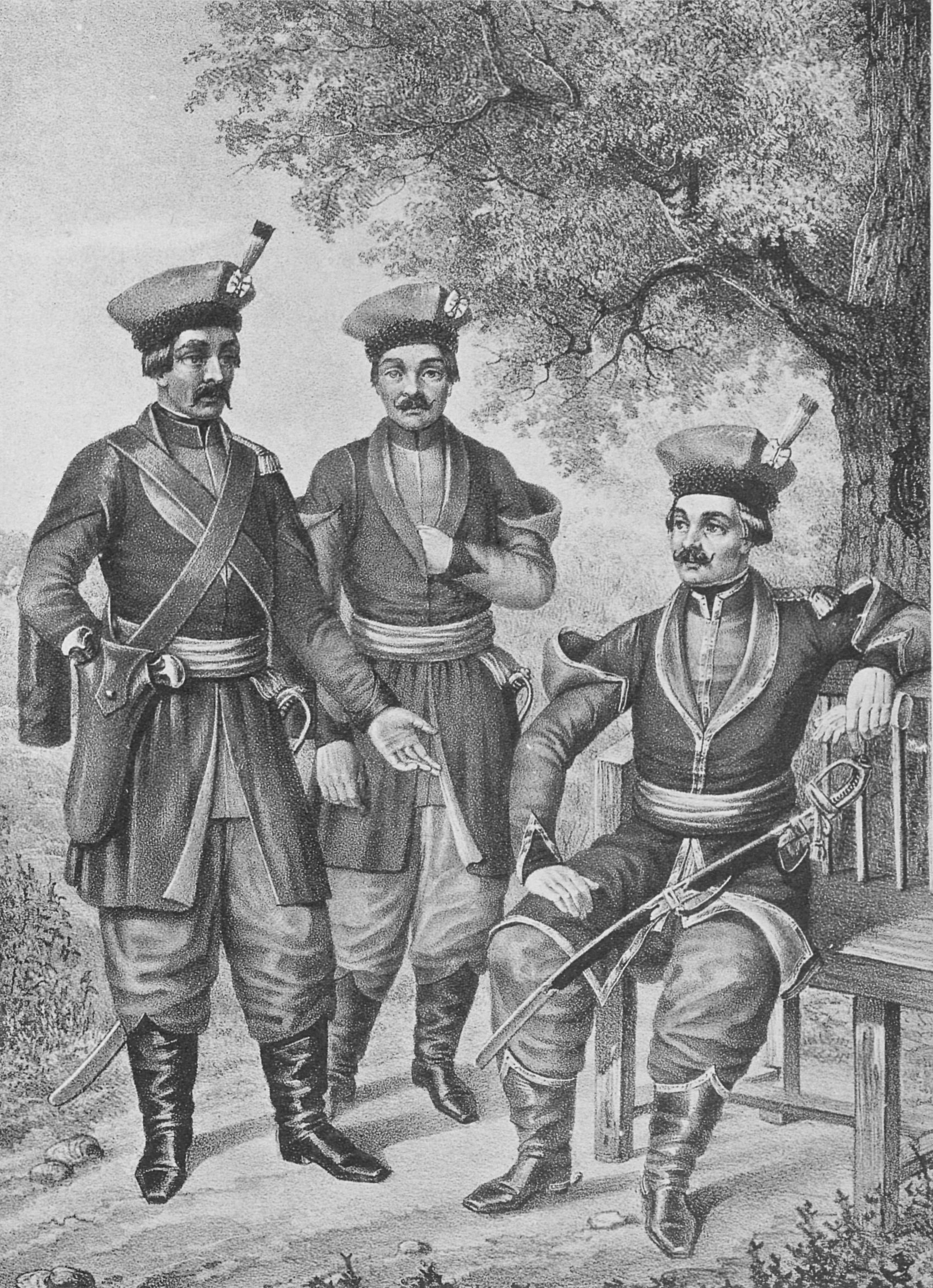
Рядовой, нестроевой и офицер Казачьей команды Московского легиона с 1769 по 1775 года.

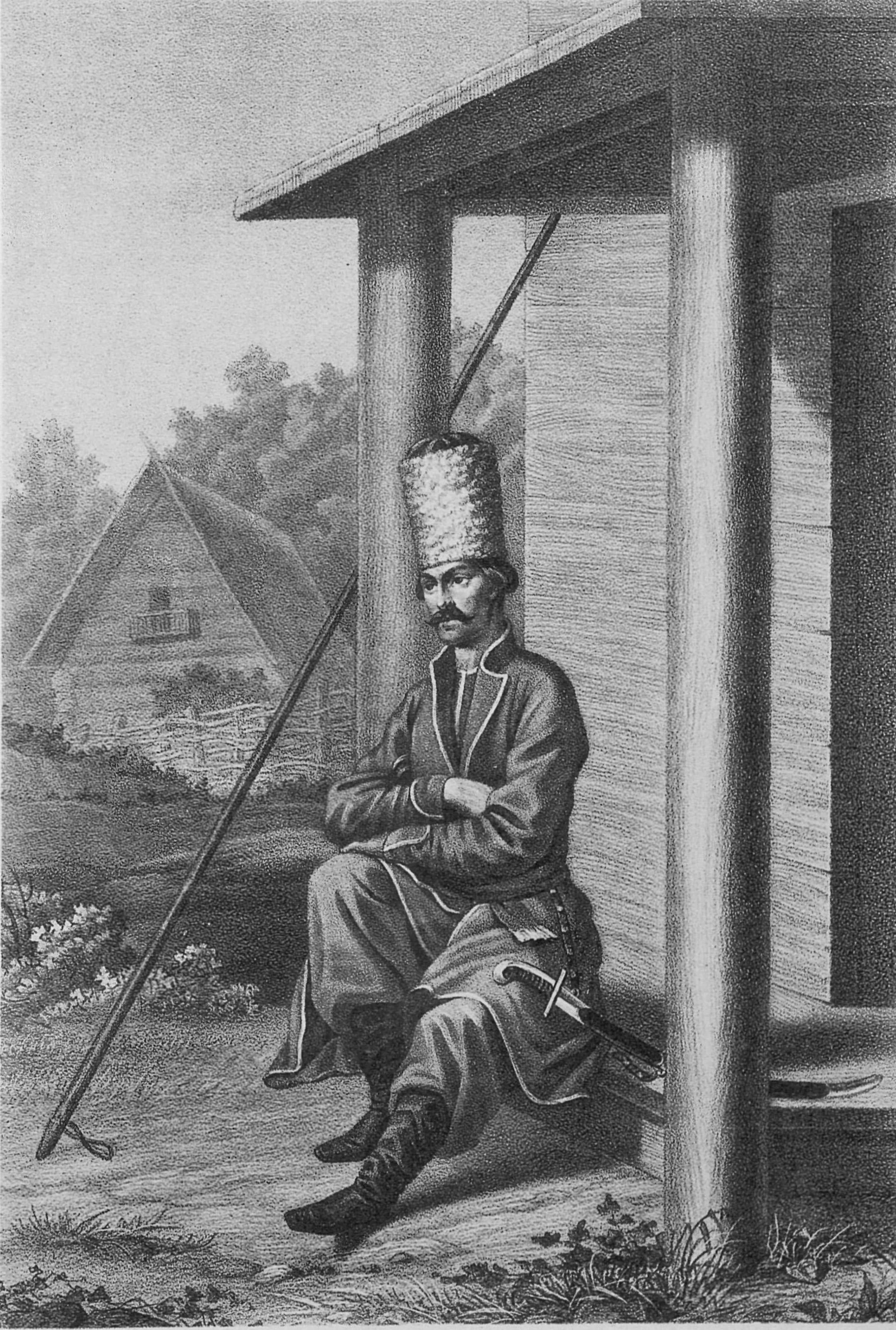
Казак крепости св. Димитрия Ростовского, 1774 год.

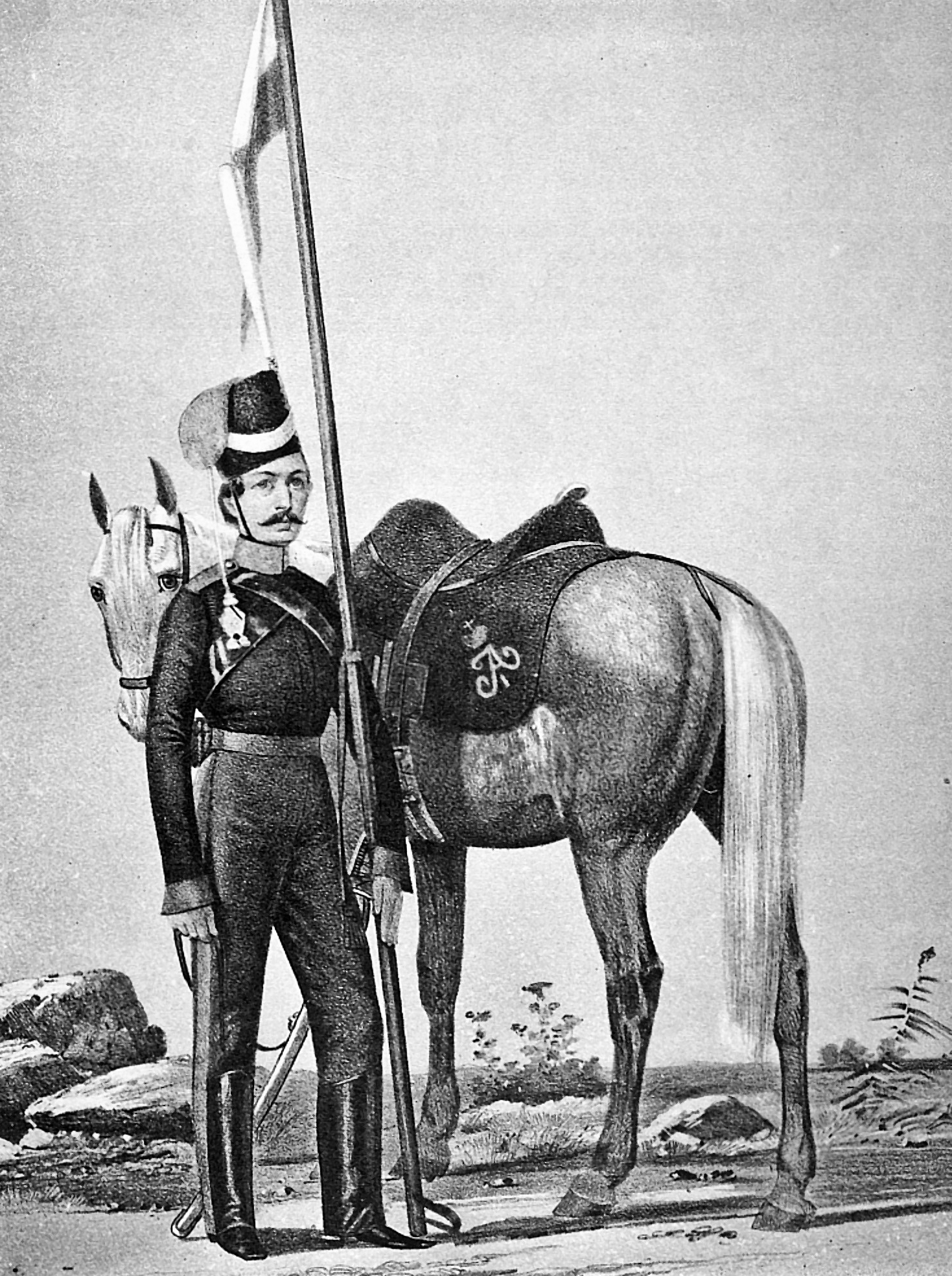
Казак Верхнеудинской Казачьей команды, 1815—1828 гг.

В XVII—XIX веках были образованы особые городовые казачьи полки — Азовский, Таганрогский, Бахмутский, Астраханский, Хопёрский, Моздокский, Кизлярский, Тобольский, крепости св. Димитрия Ростовского (Димитриевский), Томский, Енисейский, Иркутский и Якутский, а также городовые казачьи команды. Из городовых казаков также были сформированы Чугуевское, Волгское (Волжское) и Исетское казачьи войска. Городовые казачьи команды существовали и в сформированных в царствование Екатерины II Московском и Санкт-Петербургском легионах. 22 июня 1822 года издано «Положение о городовых казачьих полках в Сибири», согласно которому Сибирские городовые казаки стали принадлежать к сословию Губернской и Окружной полиции и находятся в гражданском управлении. В том же 1822 году в состав сибирских городовых казаков были включены сибирские дворяне и дети боярские, Казаки были обязаны содержать разъезды в городах, стражу при этапах и при городской полиции, участвовать при поимке беглых и препровождать ссыльных, а также охранять места добычи соли. Служба сибирских городовых казаков отправлялась по очереди, в течение одного года, после чего отбывшие свою очередь казаки возвращались домой к домашним занятиям. Приказом по РККА о расформировании Якутского городового казачьего пешего полка в 1920 году заканчивается эпоха существования городовых казаков в России.

## Гвардейская кавалерия
В России термин «жандарме́рия» впервые упоминается в 1792 году, когда в составе гатчинских войск цесаревича Павла Петровича была учреждена конная команда, называвшаяся то кирасирским, то жандармским полком. По воцарении императора Павла I команда эта вошла в состав лейб-гвардии Конного полка.
Затем слово «жандармерия» не употреблялось в России до 1815 года.
В конце 1815 года был сформирован, на правах старой гвардии, жандармский лейб-гвардии полуэскадрон. Позднее, в 1876 году, этот полуэскадрон был преобразован в Лейб-гвардии Полевой жандармский эскадрон, который просуществовал до свержения монархии. Вооружение и доспехи в эскадроне походили на вооружение и доспехи кирасиров. В основном он служил охраной императора, но не раз участвовал в боевых действиях (в частности, в двух русско-турецких войнах). 3 апреля 1918 года он был расформирован.

## Военная полиция
В 1815 году Борисоглебский драгунский полк был переименован в Жандармский и распределён по армии для наблюдения за порядком в частях, тылах, на марше и походе. В конечном итоге к началу XX в. было развернуто шесть полевых жандармских эскадронов, которые некоторое время именовались полевыми жандармскими командами. До этого полицейские функции в армии исполнялись драгунскими полками по очереди дежурства. Так, на Бородинском поле обязанности военной полиции в 1-й армии Барклая-де-Толли исполнял бывший в этот день в наряде Ингерманландский драгунский полк.
В 1817 году учреждены были «Жандармы внутренней стражи», образовавшие в столицах (Санкт-Петербурге и Москве) жандармские дивизионы, а в уездных городах — жандармские команды.

### Отдельный корпус жандармов

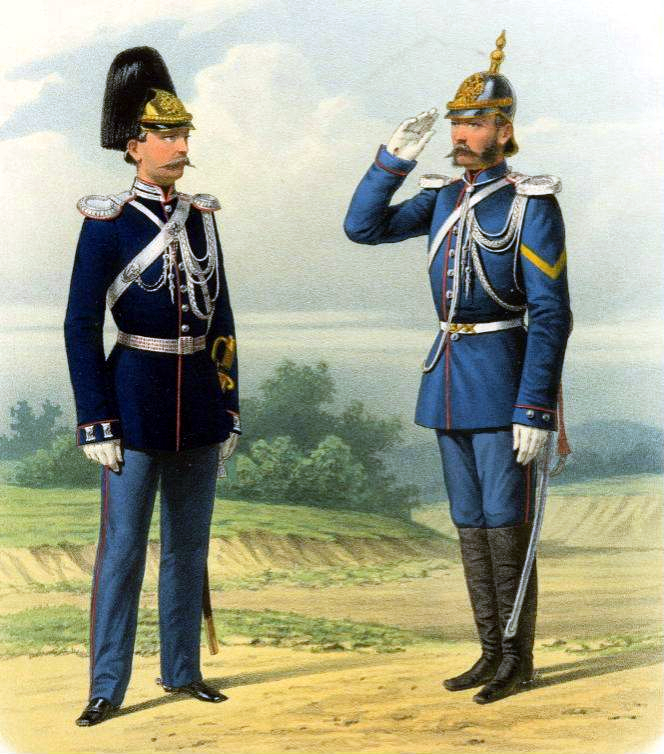
Жандармы в парадной и походной форме, 1872 год

В 1827 году был образован особый корпус жандармов и первым шефом его назначен граф А. X. Бенкендорф, который годом раньше был определён главным начальником III отделения Собственной Его Императорского Величества канцелярии. Корпус жандармов стал исполнительным органом III отделения.
Вся Россия была разделена сначала на пять, а впоследствии на восемь жандармских округов, в свою очередь разделявшихся на отделения. Во главе каждого округа стоял генерал, подчинённый непосредственно шефу жандармов; в каждую губернию назначался штаб-офицер, подчинённый своему окружному генералу.
Эта местная организация изменена Положением 1867 года: большинство округов упразднено, а губернские штаб-офицеры переименованы в начальников губернских жандармских управлений. В 1880 году, при упразднении III отделения, заведование корпусом жандармов поручено министру внутренних дел, на правах шефа жандармов, однако в военном отношении корпус жандармов по-прежнему оставался в подчинении у военного министра.